# Шатлис Малвале
Шатлис Малвале (фр. Châtelus-Malvaleix) насеље је и општина у централној Француској у региону Лимузен, у департману Крез која припада префектури Гере.
По подацима из 2011. године у општини је живело 576 становника, а густина насељености је износила 38,48 становника/km². Општина се простире на површини од 14,97 km². Налази се на средњој надморској висини од 425 метара (максималној 541 m, а минималној 325 m).

## Демографија
| 1962. | 1968. | 1975. | 1982. | 1990. | 1999. | 2011. |
| ----- | ----- | ----- | ----- | ----- | ----- | ----- |
| 661   | 710   | 641   | 585   | 558   | 569   | 576   |

График промене броја становника у току последњих година